# José Pereira Pinto
José Pereira Pinto (Lagos, 22 de novembro de 1742 — Rio de Janeiro, 30 de janeiro de 1794) foi um militar e administrador colonial português. Pai do ministro da Marinha do Brasil José Pereira Pinto.
Nasceu em Lagos a 22 de novembro de 1742.
Casou-se com Ana Maria Joaquina, com quem teve filhos, entre eles, José Pereira Pinto, que foi Ministro da Marinha do Brasil, no período de 17 de março de 1835 a 14 de outubro de 1835.
Seu neto, Antônio Pereira Pinto, foi Deputado Provincial em São Paulo, Deputado Geral pelo Rio Grande do Norte e Presidente das Províncias do Espírito Santo, Rio Grande do Norte e de Santa Catarina.
O Sargento-mor José Pereira Pinto chegou ao Brasil em 1778, sendo nomeado para substituir interinamente o governador da capitania de Santa Catarina, brigadeiro Francisco de Barros Morais Araújo Teixeira Homem, de 7 de julho de 1786 a 7 de janeiro de 1791. Deste período, a seu respeito, informa o vice-rei do Estado do Brasil, Luís de Vasconcelos e Sousa:
"(...) entrou a reedificar (...) as fortalezas da sua principal defesa com uma regularidade tão ajustada que, sem aumentar despesas, nem gravar sensívelmente aquela Provedoria, tem particularmente adiantado as obras e reparos, de que mais necessitavam; concorrendo para este fim os conhecimentos que tem de artilharia, e um gênio ativo e desinteressado que o faz muito apto e diligente no Real Serviço. (...)" (Ofício do Vice-rei Luiz de Vasconcelos e Souza ao reino, em 20 de Agosto de 1789. RIHGB. Rio de Janeiro, t. IV, 1842. p.129-131.)